# Stirexephanes koebelei
Stirexephanes koebelei är en stekelart som först beskrevs av William Harris Ashmead 1906.  Stirexephanes koebelei ingår i släktet Stirexephanes och familjen brokparasitsteklar. Inga underarter finns listade i Catalogue of Life.